# Phaenocarpa nigriceps
Phaenocarpa nigriceps är en stekelart som först beskrevs av Joseph Kriechbaumer 1894.  Phaenocarpa nigriceps ingår i släktet Phaenocarpa och familjen bracksteklar. Inga underarter finns listade i Catalogue of Life.